# Kim Quan, Thạch Thất
Kim Quan là một xã thuộc huyện Thạch Thất, thành phố Hà Nội, Việt Nam.

## Địa lý
Xã có diện tích 4,62 km², dân số năm 2021 là 9.282 người, mật độ dân số đạt 2.009 người/km².
Xã Kim Quan nằm ở trung tâm huyện Thạch Thất. Xã có vị trí, giới hạn:
- Phía đông giáp với xã Chàng Sơn
- Phía bắc giáp với thị trấn Liên Quan
- Phía tây giáp với xã Bình Yên
- Phía nam giáp với xã Cần Kiệm.

## Hành chính
Xã Kim Quan gồm có các thôn, khu dân cư: Làng Kim 1, Làng Kim 2, Kim Trung, Mơ Nồng, Cốc Trại, 84.

## Văn hóa

### Di tích
Xã Kim Quan là vùng đất có lịch sử hàng ngàn năm, nằm hai bên bờ sông Tích . Trong đó nổi bật là 02 di tích cùng bên bờ đê cách nhau khoảng 200 m:
- Ngôi đình làng Kim Quan[4] có từ thời vua Hán Hiến Đế khoảng năm 234 (sau Công nguyên) và được xếp hạng di tích lịch sử văn hóa quốc gia năm 1991, trong đình còn lưu giữ nhiều đạo sắc phong qua các triều đại cùng nhiều mảng kiến trúc điêu khắc nghệ thuật có giá trị văn hóa lịch sử.

- Ngôi chùa làng Kim Quan[5] tên chữ là “Long Cảnh tự”, tên nôm là chùa Triền vì chùa toạ lạc ở xóm Triền. Đây là ngôi chùa có từ lâu đời, dấu tích thời Lê còn ở những pho tượng cổ. Ngôi chùa cổ đã bị mai một, qua nhiều lần tu sửa, tôn tạo nay còn đậm đặc kiến trúc thời Nguyễn.

### Nghề truyền thống
Xã Kim Quan có nghề truyền thống là sản xuất gạch ngói cổ; hiện nay vẫn còn một số gia đình sản xuất ngói mũi hài với hàng trăm mẫu hoa văn phục vụ các công trình kiến trúc truyền thống như đình, chùa, nhà gỗ kẻ chuyền...

## Giao thông
Các tuyến, hệ thống giao thông quan trọng di qua xã Kim Quan:
- Tỉnh lộ 420: đi nhiều xã, thị trấn trong huyện
- Tỉnh lộ 419: đi Phúc Thọ, Chương Mỹ, Mỹ Đức...
- Hệ thống xe buýt: tuyến 89, 117.

## Danh nhân
Cấn Văn Độ (1847 - 1893) xuất thân tại Kim Quan có công chiến đấu, hi sinh chống giặc Pháp.